# ابسیدین (نرم‌افزار)
ابسیدین یک نرم‌افزار پایگاه دانش شخصی و  یادداشت برداری است که با فرمت مارک‌داون کار می‌کند. این به کاربران اجازه می‌دهد تا پیوندهای داخلی برای یادداشت‌ها ایجاد کنند و سپس اتصالات را به عنوان یک نمودار تجسم کنند. این طراحی شده‌است تا به کاربران کمک کند تا افکار و دانش خود را به روشی انعطاف‌پذیر و غیر خطی سازماندهی و ساختار دهند. این نرم‌افزار برای استفاده شخصی رایگان است، با مجوزهای تجاری برای پرداخت در دسترس است.

## تاریخ
ابسیدین توسط شیدا لی و اریکا زو در دوران قرنطینه در طول دنیاگیری کووید-۱۹ تأسیس شد. لی و خو، که در حین تحصیل در دانشگاه واترلو با هم آشنا شده بودند، قبلاً در چندین پروژه توسعه همکاری کرده بودند. ابسیدین ابتدا در ۳۰ مارس ۲۰۲۰ منتشر شد نسخه ۱٫۰٫۰ در اکتبر ۲۰۲۲ منتشر شد. نسخه ۱٫۱، که افزونه اصلی Canvas را اضافه می‌کند، در دسامبر ۲۰۲۲ منتشر شد

## امکانات
ابسیدین بر روی الکترون ساخته شده‌است. این یک برنامه چند پلتفرمی است که روی ویندوز، لینوکس و مک‌اواس و همچنین سیستم عامل‌های تلفن همراه مانند اندروید و آی‌اواس اجرا می‌شود. هیچ نسخه مبتنی بر وب از نرم‌افزار وجود ندارد. ابسیدین را می‌توان با افزودن افزایه که از طریق اپلیکیشن موبایل نیز قابل دسترسی هستند، سفارشی‌سازی کرد و کاربران را قادر می‌سازد تا عملکرد نرم‌افزار را با ویژگی‌های اضافی یا ادغام با ابزارهای دیگر گسترش دهند. ابسیدین بین پلاگین‌های اصلی که توسط تیم ابسیدین منتشر و نگهداری می‌شوند و افزونه‌های جامعه که توسط کاربران ارائه می‌شود تفاوت قائل می‌شود. نمونه‌هایی از افزونه‌های انجمن عبارتند از یک صفحه کار به سبک کانبان (توسعه) و یک ویجت تقویم.
ابسیدین روی پوشه ای از اسناد متنی کار می‌کند. هر یادداشت جدید در ابسیدین یک سند متنی جدید ایجاد می‌کند و همه اسناد را می‌توان از داخل برنامه جستجو کرد. ابسیدین اجازه می‌دهد تا بین نت‌ها پیوند داخلی برقرار شود و یک نمودار تعاملی ایجاد می‌کند که روابط بین نت‌ها را تجسم می‌کند. قالب‌بندی متن در ابسیدین از طریق Markdown به دست می‌آید، اما ابسیدین امکان پیش‌نمایش فوری متن قالب‌بندی شده را فراهم می‌کند.
پشتیبانی مشتریان ابسیدین فقط از طریق ایمیل قابل دسترسی است. با این حال، توسعه دهندگان یک انجمن اینترنتی و یک کانال دیسکورد را میزبانی کرده‌اند که در آن کاربران می‌توانند راه حل‌ها و ایده‌ها را تبادل کنند.

## ابسیدین سینک
ابسیدین سینک راه حلی برای همگام سازی یادداشت‌های شما بین دستگاه‌هایی است که توسط توسعه دهندگان برنامه ارائه شده‌است. این شامل رمزگذاری سرتاسر، تاریخچه نسخه است و در همه دستگاه‌ها کار می‌کند.

## پشتیبانی از زبان و تقویم فارسی
ابسیدین از زبان‌های راست به چپ، مانند فارسی، به‌خوبی پشتیبانی می‌کند. علاوه بر این، پلاگین تقویم فارسی ابسیدین توسط جامعه کاربری توسعه یافته و کاربران می‌توانند از این پلاگین برای نمایش و مدیریت یادداشت‌ها بر اساس تقویم شمسی استفاده کنند.